# Witold Ptaszyński
Witold Ptaszyński (ur. 9 listopada 1910) – polski prawnik i urzędnik konsularny.

## Życiorys
Po ukończeniu studiów prawniczych wstąpił do polskiej służby zagranicznej pełniąc m.in. funkcje urzędnika MSZ (1939), Konsulatu Generalnego w Londynie (1939) i Ambasady w Paryżu (1939), konsula w Hanoi (1939-1941), konsula gen. PRL w Marsylii (1946-1947).